# Strażnica WOP Siwoszewo
Strażnica WOP Wielewo/Asuny/Siwoszewo – podstawowy pododdział graniczny Wojsk Ochrony Pogranicza.

## Formowanie i zmiany organizacyjne
Strażnica została sformowana w 1945 w strukturze 24 komendy odcinka Bartoszyce jako 114 strażnica WOP (Willikamm) o stanie 56 żołnierzy. Kierownictwo strażnicy stanowili: komendant strażnicy, zastępca komendanta do spraw polityczno-wychowawczych i zastępca do spraw zwiadu. Strażnica składała się z dwóch drużyn strzeleckich, drużyny fizylierów, drużyny łączności i gospodarczej. Etat przewidywał także instruktora do tresury psów służbowych oraz instruktora sanitarnego.
W marcu 1947 strażnicę przeniesiono do Asun.
W listopadzie 1951 strażnica została przeniesiona z Asun do m. Siwoszewo. 
Od 15 marca 1954 wprowadzono nową numerację strażnic. Strażnica IV kategorii otrzymała numer 108.
Jesienią 1955 zlikwidowano sztab batalionu. Strażnica podporządkowana została bezpośrednio pod sztab brygady. W sztabie brygady wprowadzono stanowiska nieetatowych oficerów kierunkowych odpowiedzialnych za służbę graniczną strażnic.
W czerwcu 1956 rozwiązano strażnicę.

## Ochrona granicy
Sąsiednie strażnice:
113 strażnica WOP Hrunhow ⇔ 115 strażnica WOP Raudiszken – 1946

## Dowódcy strażnicy
- por. Aron Rowiński (był 10.1946)[b].
- ppor. Chmielczycki (był w 1955)[10]